# 鄭士忠
鄭士忠（1460年—？），字廷獻，廣東廣州府東莞縣人，竈籍，明朝政治人物。

## 生平
成化二十二年（1486年）丙午科廣東鄉試第十四名舉人。弘治三年（1490年）中式庚戌科會試第一百九十一名，三甲第六十七名進士。

## 家族
曾祖鄭克初；祖父鄭耿彰；父鄭誠，母麥氏。具庆下。兄士敬。